# Klanghammer

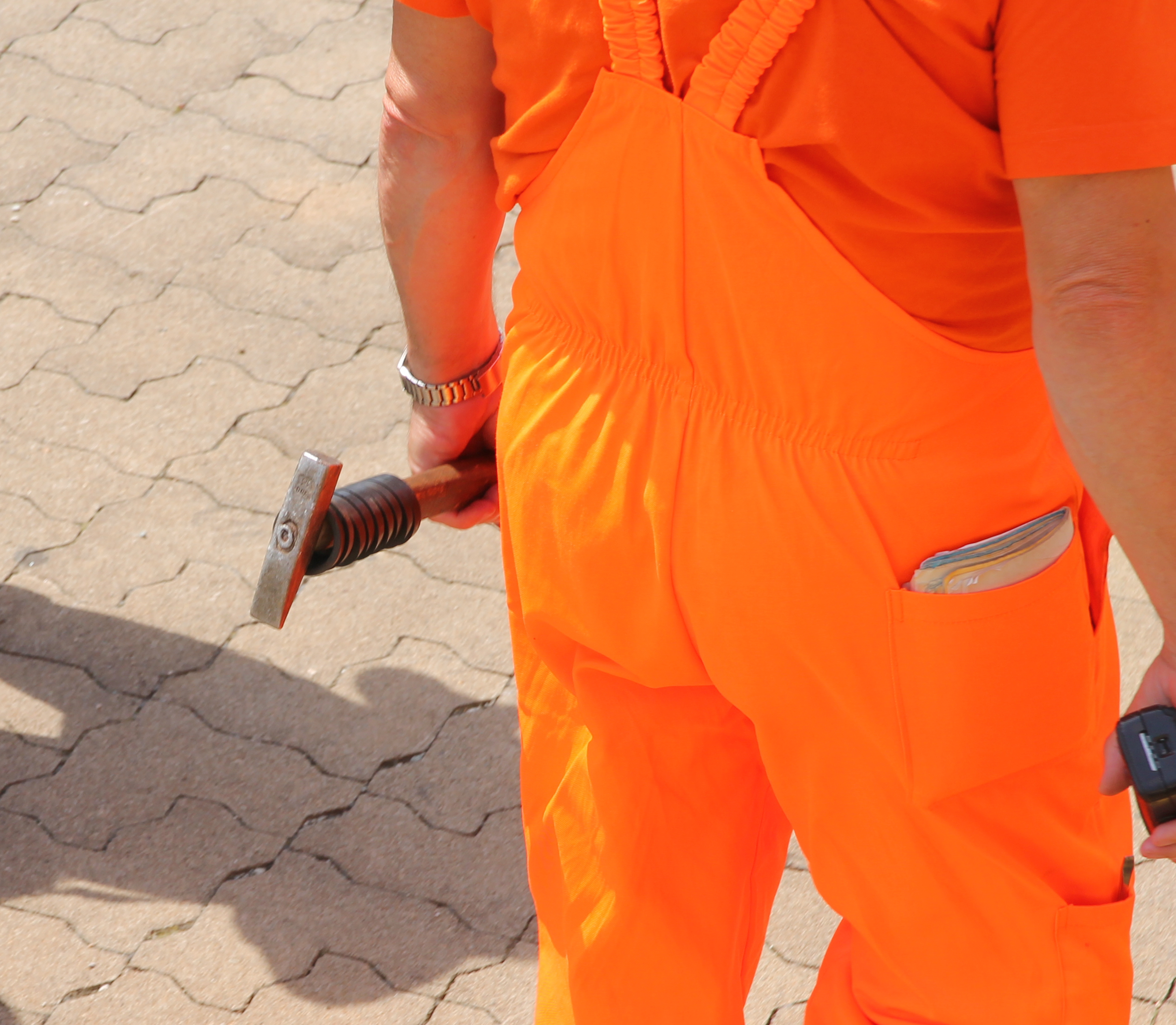
Klanghammer des Wagenmeisters in Žilina

Der Klanghammer ist eine Sonderform des Schlosserhammers. Er wird vom Wagenmeister speziell zum akustischen Prüfen von bereiften Rädern eingesetzt. Zum Prüfen wird das Rad mit dem Hammer angeschlagen. Anhand des Klanges kann dann festgestellt werden, ob eventuell ein Bruch des Radreifens vorliegt.
Das Kopfgewicht beträgt 500 g, der Holzstiel ist meist aus Eschenholz gefertigt und 750 mm lang. Ein vermeintliches Glockensymbol auf dem Kopf ist das Markenzeichen des Hammerherstellers Picard und zeigt einen Steigbügel.